# Joanna Wierzbicka-Rusiecka
Joanna Maria Wierzbicka-Rusiecka (ur. 23 maja 1931 w Warszawie, zm. 15 maja 2017 tamże) – polska dziennikarka i reżyserka filmów dokumentalnych, działaczka opozycji antykomunistycznej w PRL.

## Życiorys
W 1954 roku ukończyła studia na Wydziale Filologii Rosyjskiej Uniwersytetu Warszawskiego. W latach 1952–1959 pracowała w Polskim Radiu, skąd została zwolniona za próbę umieszczenia artykułu w paryskiej "Kulturze". Następnie pracowała w Towarzystwie Przyjaźni Polsko-Chińskiej (1956-1960), redakcji "Gromady – Rolnika Polskiego" (1960) oraz wykonywała prace dorywcze (1961-1962). W latach 1963–1986 pracowała w Telewizji Polskiej jako reżyser filmów dokumentalnych (w latach 1963-1969 była zatrudniona jako Igor Zakrzewski). Z pracy w telewizji została zwolniona w 1986 roku.

Z działalnością opozycji antykomunistycznej związana była od 1982 roku. Była współzałożycielką i redaktorką czasopism podziemnych: "Skrót" (1982), "Agencja Informacyjna "S" (AIS)" (1983-1984) i "Krajowa Agencja Terenowa (KAT)" (1984-1986). W latach 1982–1983 zebrała i zredagowała przygotowane przez internowanych opozycjonistów dokumenty, a następnie przesłała je do Paryża, gdzie ukazały się w "Zeszytach Historycznych" pt. "Głos zza muru". 15 czerwca 1986 roku aresztowana przez Służbę Bezpieczeństwa w podziemnej drukarni wydawnictwa "KAT". 23 czerwca 1986 skazana w procesie grupy "KAT" (Witold Bobryk, Danuta Karczewska, Przemysław Maksymiuk, Henryk Marchewka i Adama Maciejczyka)  na 1,5 roku więzienia i osadzona w Areszcie Śledczym Warszawa-Białołęka. Na wolność wyszła na mocy amnestii w sierpniu 1986 roku i powróciła do działalności podziemnej. W latach 1987–1999 była współpracowniczką Wytwórni Filmów Oświatowych w Łodzi. W 1987 roku nakręciła podziemny film dokumentalny o Adamie Bieniu. Organizowała również tajne szkolenia drukarskie (1988).

W latach 1989–1992 powróciła do pracy w TVP jako reżyser filmów dokumentalnych. W tym samym okresie była członkinią NSZZ „Solidarność” Ziemi Grajewskiej. W 1989 roku współzakładała pismo Ziemi Grajewskiej „Powiatówka”. Była współwłaścicielką Agencji Filmowej Malwa oraz członkinią Stowarzyszenia Filmowców Polskich. Od 2000 roku współorganizowała Międzynarodowy Festiwal Filmów Przyrodniczych im. Braci Wagów w Tykocinie, a w latach 2002-2005 - Międzynarodowe Forum Ekologiczne Eko Raj. 
W 2009 roku została odznaczona Krzyżem Kawalerskim Orderu Odrodzenia Polski. Została pochowana w Trzciannem.

## Twórczość
W latach 1963–2000 zrealizowała ponad sto filmów dokumentalnych o tematyce przyrodniczej, historycznej, turystyczno-krajoznawczej i etnograficznej. Za swą twórczość otrzymała następujące nagrody indywidualne:
- 1965 - Konkurs Filmów Turystycznych w Warszawie - Nagroda Specjalna za film "Ziemia Słowińców"
- 1971 - Festiwal Filmów Krajoznawczych i Turystycznych w Warszawie - Nagroda Zarządu Głównego PTTK za film "Wakacje na tratwie"
- 1978 - Przegląd Filmów o Sztuce w Zakopanem - Nagroda Zakopiańskich Warsztatów Wzorcowych za film "Sokólskie dywany"
- 1991 - Międzynarodowy Festiwal Filmów Przyrodniczych im. Włodzimierza Puchalskiego w Łodzi - Nagroda za działalność popularyzatorską za film "Justyna i Bartek"
- 1998 - Międzynarodowy Festiwal Filmów Przyrodniczych im. Włodzimierza Puchalskiego w Łodzi - Nagroda Główna ufundowana przez Prezydenta Miasta Łodzi za film "Biebrza"